# Sông Tsiljma
Sông Tsiljma (tiếng Nga: Цильма) — một con sông chảy qua Cộng hòa Komi, chi lưu tả ngạn của sông Pechora.
Con sông này có chiều dài khoảng 374 km, diện tích lưu vực 21.500 km². Lưu lượng trung bình đạt 228 m³/s khi đo tại điểm cách cửa sông 54 km. Nguồn nước nuôi chủ yếu là tuyết.
Các chi lưu chính có — sông Kosma và Tobysh (tả ngạn), Myla và Usa (hữu ngạn).
Sông Tsiljma bắt nguồn từ vùng đồi Timansky trên ranh giới với tỉnh Arkhangelsk ở phía tây bắc Cộng hòa Komi. Ở thượng nguồn nó chảy theo hướng nam-bắc, sau đó đổi hướng thành tây-đông. Khu vực thượng nguồn là nơi không có các điểm dân cư, sau đó xuôi theo dòng chảy dọc bờ sông thì có đường và một vài điểm dân cư.
Tsiljma đổ vào sông Pechora tại khu vực đối diện với làng Ustj-Tsiljma.
Trước đây dọc theo sông người ta cho thả trôi gỗ khai thác được, còn ở phần hạ lưu thì nó có thể phục vụ cho giao thông thủy.